# نكويي مقدم (مقاطعة فسا)
نكويي مقدم (بالإنجليزية: Tolombeh-ye Reza Nakui Moqdam)‏ هي human-geographic territorial entity تقع في فارس في إيران.